# I Know
«I Know» –en español: «Ya sé»– es una canción de la banda de rock británica Blur, lanzada como lado B del sencillo principal del álbum debut Leisure, «She's So High». Aunque no se incluyó en su álbum, la mezcla extendida de la canción se incluyó como la primera pista en el Disco 2 del lanzamiento de la edición especial de Leisure en 2012.
La canción está incluida tanto en la versión estadounidense del disco como en la japonesa, sin embargo, en la edición inglesa está excluida.
Grabado en la misma sesión que «She's So High», esta canción de la era Seymour de la banda fue considerada brevemente como un posible lado A. A diferencia de su reverso introspectivo, «I Know» es un número de producción de «indie dance» de rostro desnudo (especialmente la versión extendida en el 12 pulgadas y el CD). Graham ahora reconoce: «Obviamente, usamos ese [ritmo] como un trampolín para llamar la atención».

## Personal
- Damon Albarn - voz, sintetizadores
- Graham Coxon - guitarra eléctrica, coros
- Alex James - bajo
- Dave Rowntree - batería